# 瀬棚線
瀬棚線（せたなせん）は、日本国有鉄道（国鉄）が運営していた鉄道路線（地方交通線）。北海道渡島支庁（現在の渡島総合振興局）管内の山越郡長万部町の国縫駅で函館本線から分岐し、渡島半島を横断して檜山支庁（現在の檜山振興局）管内の瀬棚郡瀬棚町（現在の久遠郡せたな町）の瀬棚駅に至る路線であった。国鉄再建法の施行により第2次廃止対象路線に指定され、1987年（昭和62年）3月16日に廃止された。

## 路線データ
- 管轄：日本国有鉄道（国鉄）
- 区間（営業キロ）：国縫駅 - 瀬棚駅間 48.4 km[1][2][新聞 2]
- 軌間：1,067 mm（狭軌）[1]
- 駅数：11（起点駅含む）
- 複線区間：なし（全線単線）
- 電化区間：なし（全線非電化）[1]
- 閉塞方式：タブレット閉塞式
交換可能駅：3（花石・今金・丹羽）[注釈 1]
- 有人駅：瀬棚・北檜山・丹羽・今金・種川・花石
- 輸送密度 : 814人 (1981年度) [3]

## 歴史
当線開通以前には、国縫駅と瀬棚町の間に毎日乗合馬車が運行されていた。1918年（大正7年）には毎日1本、午前8時に国縫と瀬棚から出発し、珍古辺と今金で中継した。到着は瀬棚に午後8時、国縫に午後7時で、料金180銭。冬には馬橇を使った。
瀬棚線は軽便鉄道法にもとづいて計画された路線で、1922年（大正11年）の改正鉄道敷設法に記載はない。改正鉄道敷設法には、函館本線八雲駅から分岐して今金に至る鉄道（別表第130号）が規定されていたが、こちらは全く着手されなかった。
1929年（昭和4年）12月13日から1932年（昭和7年）11月1日にかけて全通した。
瀬棚港からの物資輸送に多用されていたが、モータリゼーションの進展やコンテナ輸送への転換によって利便性および機動性に優れたトラック輸送に移行するようになり、1980年（昭和55年）12月27日に国鉄再建法が成立すると、第2次特定地方交通線に指定され、国鉄分割民営化直前の1987年（昭和62年）3月16日に全線廃止となった。

### 年表
- 1929年（昭和4年）12月13日：国有鉄道瀬棚線として、国縫駅 - 花石駅間 (16.6km) が新規開業[2][5][新聞 3]。同区間に茶屋川・美利河・花石の各駅を新設[1][6]。
- 1930年（昭和5年）10月30日：瀬棚線の花石駅 - 今金駅間 (14.0km) が延伸開業[2][5][新聞 4]。同区間に種川・今金の各駅を新設[1][6]。
- 1932年（昭和7年）11月1日：今金駅 - 瀬棚駅間 (17.8km) が延伸開業し、瀬棚線が全通[2][5][新聞 5]。丹羽・東瀬棚・瀬棚の各駅を新設[1][6]。
- 1949年（昭和24年）6月1日：日本国有鉄道法施行に伴い、日本国有鉄道（国鉄）に移管。
- 1956年（昭和31年）12月25日：北住吉駅を新設[1][6]。
- 1957年（昭和32年）10月1日：旅客列車がすべて気動車での運行となる[5]。
- 1961年（昭和36年）
  - 4月1日：神丘駅を新設[1][6]。
  - 6月1日：茶屋川駅が無人化される。
- 1966年（昭和41年）10月1日：東瀬棚駅を北檜山駅に改称[1]。函館駅 - 瀬棚駅間に急行「せたな」を新設[5]。
- 1974年（昭和49年）6月30日：蒸気機関車の運行を終了[7]。長万部駅 - 瀬棚駅間で「SLさよなら」列車を運転（C11 207牽引）[5]。
- 1979年（昭和54年）3月10日：美利河駅が無人化される[新聞 6]。
- 1982年（昭和57年）11月22日：第2次特定地方交通線として廃止承認を申請[5]。
- 1983年（昭和58年）9月1日：全線 (48.4km) の貨物営業を廃止[2][5]。
- 1984年（昭和59年）
  - 2月1日：急行「せたな」が快速列車となり、優等列車の設定が消滅。
  - 6月22日 第2次特定地方交通線として廃止承認[8]。
- 1987年（昭和62年）
  - 3月15日：最終営業日。国縫駅 - 瀬棚駅間で「さよなら瀬棚線」を運転[5][9]。
  - 3月16日：全線 (48.4km) を廃止[2][5][1][新聞 1]し、函館バスのバス路線に転換。

## 運行形態
線内は普通列車のみで、原則的に長万部駅から発着していた。全線を通して運転する列車のほか、終点側の今金駅 - 瀬棚駅間に区間列車が設定されていた。
1966年（昭和41年）10月1日からは、函館駅 - 瀬棚駅間を直通する急行「せたな」が1日1往復運転されていたが、1984年（昭和59年）2月1日に快速列車となった（詳細は後身の快速「アイリス」の項を参照）。なお、快速格下げ前時点で「せたな」は瀬棚線内では普通列車として運転していた。長万部駅所属の車掌（旧長万部車掌区・旧函館車掌区長万部支区）が乗務していた。
1986年11月1日改正時点（廃止前年）のダイヤ
- 長万部駅 - 今金駅間：下り7本・上り6本
- 今金駅 - 瀬棚駅間：下り8本・上り9本

## 駅一覧
所在地・接続路線の事業者名は廃止時点のもの。全駅北海道に所在。
| 駅名     | 駅間キロ | 営業キロ | 接続路線               | 所在地                  | 所在地                  |
| -------- | -------- | -------- | ---------------------- | ----------------------- | ----------------------- |
| 国縫駅   | -        | 0.0      | 日本国有鉄道：函館本線 | 渡島支庁 山越郡長万部町 | 渡島支庁 山越郡長万部町 |
| 茶屋川駅 | 5.6      | 5.6      |                        | 渡島支庁 山越郡長万部町 | 渡島支庁 山越郡長万部町 |
| 美利河駅 | 6.6      | 12.2     |                        | 檜山支庁 瀬棚郡         | 今金町                  |
| 花石駅   | 4.4      | 16.6     |                        | 檜山支庁 瀬棚郡         | 今金町                  |
| 北住吉駅 | 6.1      | 22.7     |                        | 檜山支庁 瀬棚郡         | 今金町                  |
| 種川駅   | 3.1      | 25.8     |                        | 檜山支庁 瀬棚郡         | 今金町                  |
| 今金駅   | 4.8      | 30.6     |                        | 檜山支庁 瀬棚郡         | 今金町                  |
| 神丘駅   | 3.3      | 33.9     |                        | 檜山支庁 瀬棚郡         | 今金町                  |
| 丹羽駅   | 3.5      | 37.4     |                        | 檜山支庁 瀬棚郡         | 北檜山町                |
| 北檜山駅 | 5.6      | 43.0     |                        | 檜山支庁 瀬棚郡         | 北檜山町                |
| 瀬棚駅   | 5.4      | 48.4     |                        | 檜山支庁 瀬棚郡         | 瀬棚町                  |

## 廃止後の状況
- 今金駅跡地には、「オランダ通り」という公園が建設された。また付近にJR北海道直営の今金トラベルセンターが設置されたが、2000年頃に廃止された。
- 北檜山駅は、旧駅舎をそのまま生かして函館バス北檜山ターミナルとなった。
- 花石駅 - 北住吉駅間の線路跡には、国道230号のバイパスが建設された。
- 廃止後の鉄道代替バスは、函館バスが瀬棚線として、国・北海道・沿線3町（今金町・長万部町・せたな町）の補助金を受け、上三本杉 - 長万部バスターミナル間を運行している。通学路線としての色合いを強めており、土日祭日・学休日運休の区間便が設定されている。2011年4月現在、全線通しでは7往復が設定され、これとは別に鉄道時代から一部のルートを変更した快速「瀬棚号」1往復（北海道道263号八雲今金線経由）が函館バスセンターまで乗り入れている。この他、通学客向けの区間便として、今金（または今金小学校前） - 桧山北高校前、桧山北高校前 - 北桧山ターミナル発着が設定されている[12][13]。
- 長万部町民センター内の鉄道村（長万部駅より徒歩10分程度）に、当線の史料が展示されている。